# Pudukkottai
Pudukkottai là một thị xã panchayat của quận Pudukkottai thuộc bang Tamil Nadu, Ấn Độ.

## Địa lý
Pudukkottai có vị trí 10°23′B 78°49′Đ / 10,38°B 78,82°Đ Nó có độ cao trung bình là 100 mét (328 feet).

## Nhân khẩu
Theo điều tra dân số năm 2001 của Ấn Độ, Pudukkottai có dân số 16.896 người. Phái nam chiếm 50% tổng số dân và phái nữ chiếm 50%. Pudukkottai có tỷ lệ 82% biết đọc biết viết, cao hơn tỷ lệ trung bình toàn quốc là 59,5%: tỷ lệ cho phái nam là 86%, và tỷ lệ cho phái nữ là 78%. Tại Pudukkottai, 10% dân số nhỏ hơn 6 tuổi.